# Vesicularia rhynchostegiocarpa
Vesicularia rhynchostegiocarpa är en bladmossart som beskrevs av Brotherus 1908. Vesicularia rhynchostegiocarpa ingår i släktet Vesicularia och familjen Hypnaceae. Inga underarter finns listade i Catalogue of Life.